# Konwencja wiedeńska o stosunkach konsularnych
Konwencja wiedeńska o stosunkach konsularnych – umowa międzynarodowa kodyfikująca prawo konsularne. Została przyjęta 24 kwietnia 1963 roku w Wiedniu na zakończenie konferencji międzynarodowej, w której brały udział 92 państwa. Konwencja weszła w życie 19 marca 1967 roku. Stronami są 182 państwa.
Spisana w 5 językach autentycznych: angielskim, chińskim, francuskim, hiszpańskim i rosyjskim, depozytariuszem jest Sekretarz Generalny Organizacji Narodów Zjednoczonych (art. 79).
Konwencja reguluje ustanawianie stosunków konsularnych między państwami, funkcje konsularne, procedurę mianowania urzędników konsularnych, klasy kierowników urzędów konsularnych, zasady pierwszeństwa (precedencji) oraz przywileje i immunitety konsularne, w tym także w odniesieniu do konsulów honorowych.